# Wensley Bundel
Wensley Bundel (Paramaribo, 26 juni 1948 – aldaar, 2 juni 2024) was een Surinaams voetballer en coach. In de Surinaamse Hoofdklasse won hij met SV Transvaal vijf landstitels en twee CONCACAF Champions Cups. Verder speelde hij in het Surinaamse elftal. Hij was coach voor HOB (House Of Billiards), Transvaal en het Surinaamse elftal.

## Voetbalcarrière
Bundel begon zijn voetbalcarrière bij SV Transvaal in Paramaribo. Hij speelde op het middenveld met Roy Vanenburg en Pauli Corte. In 1973 bleef SV Transvaal ongeslagen en won zowel de landstitel als de CONCACAF Champions Cup, de eerste voor een Surinaamse club. In 1974 won Transvaal opnieuw de landstitel en in 1975 de tweede plaats in de CONCACAF Champions Cup. In 1981 won hij  met Transvaal opnieuw de finale van de CONCACAF Champions Cup. Op 10 januari 1982 verloor Transvaal de vriendschappelijke wedstrijd tegen AFC Ajax met 3-0 in het André Kamperveenstadion.
Hij maakte zijn debuut in het Surinaams elftal op 4 oktober 1970 toen in een vriendschappelijke wedstrijd met 3-2 werd gewonnen van Trinidad en Tobago. Hij speelde een belangrijke rol in de kwalificatiewedstrijden van de WK 1970 en 1978 en won met zijn team ook het CFU-kampioenschap van 1978, de voorloper van de Caribbean Cup.

### Coach
Na zijn spelersloopbaan werd hij coach van House Of Billiards (HOB), die in 2003 uitkwam in de Hoofdklasse. In 2005 coachte Bundel het Surinaams voetbalelftal tijdens het jaarlijkse Suriprofs Tournament in Amsterdam en eindigde op de tweede plaats.
In 2007 coachte hij het Surinaamse elftal U-19 naar een eerste plaats op de Inter-Guyana Games. In 2008 werd hij bondscoach tijdens de kwalificatiewedstrijden van WK 2010. Hij leidde ook het team voor de kwalificatiewedstrijden van de Caribbean Cup in 2008 en 2010 en de Parbo Bier Cup in 2010.
In 2010 werd hij coach van zijn oude club SV Transvaal. Na vier turbulente seizoenen, en toen degradatie dreigde, nam Bundel in 2014 ontslag. Hij werd opgevolgd door voormalig Transvaalspeler Jimmy Letnom.

## Persoonlijk
Bundel was de vader van voormalig Surinaams international Rosano Bundel, die ook voor SV Transvaal speelde. Op 24 maart 2012 werd zijn zoon op 28-jarige leeftijd in de Verenigde Staten veroordeeld tot een levenslange gevangenisstraf voor een drugsgerelateerde moord.
Bundel overleed op 2 juni 2024 op 75-jarige leeftijd.